# Zombies!!!
Pour les articles homonymes, voir Zombies (homonymie).
Zombies!!! est un jeu de société de Todd Breistenstein et illustré par Dave Aikinr édité la première fois par Twillight Creations et Journeyman Press en 2001 avant d'être réédité en 2006. Il possède dix-huit extensions.